# Movimento Ambiental e Ecologista
O Movimento Ambiental e Ecologista (Κίνημα Οικολόγων Περιβαλλοντιστών, Kínima Ikológon Perivaldistón) é um partido político do Chipre.
Nas eleições parlamentares de 2006 o partido recebeu 8 193 votos (2%, 1 assento). Não tem qualquer representante no Parlamento Europeu.